# Корневые отпрыски

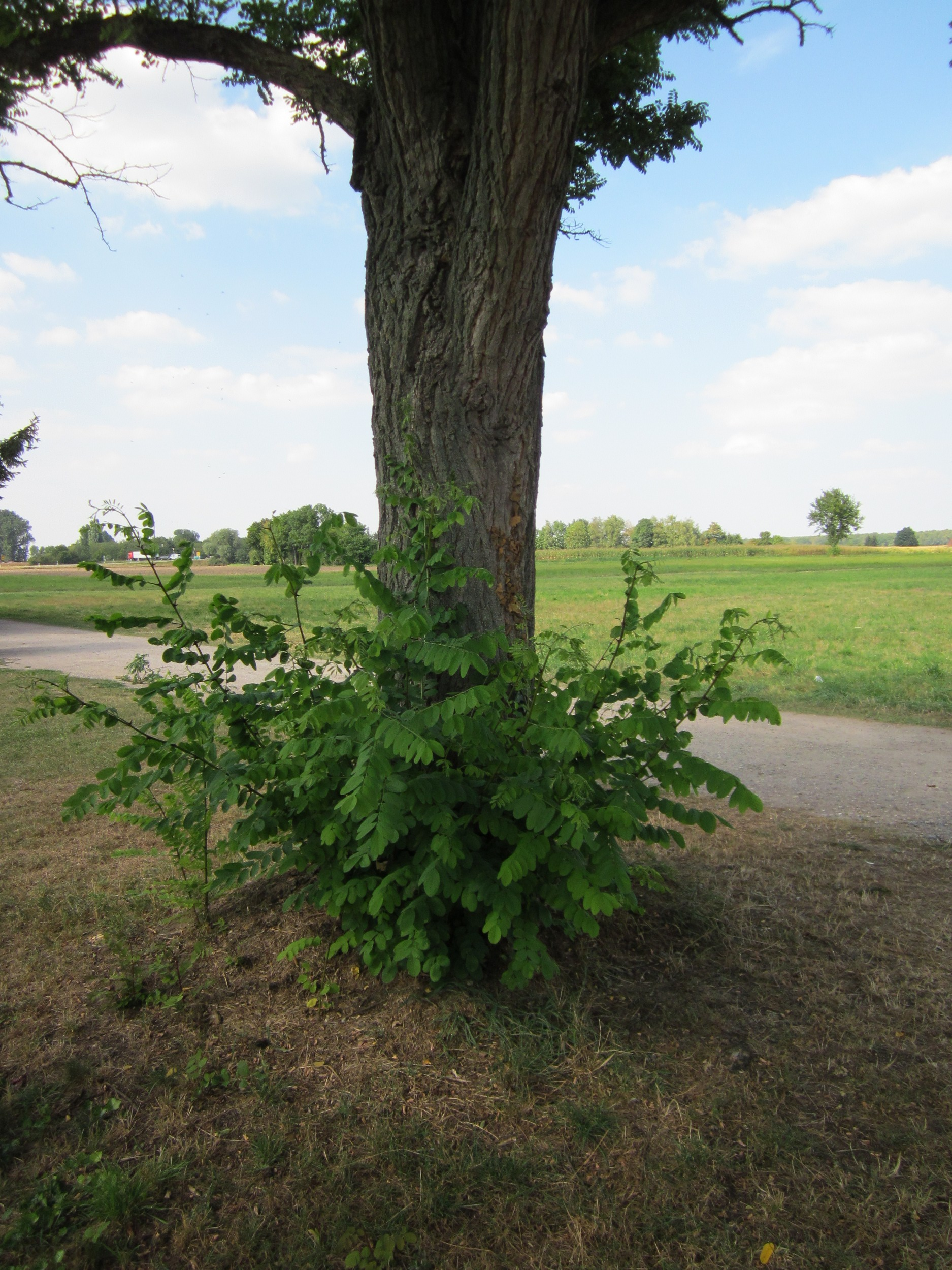
Корнеотпрыски робинии ложноакациевой

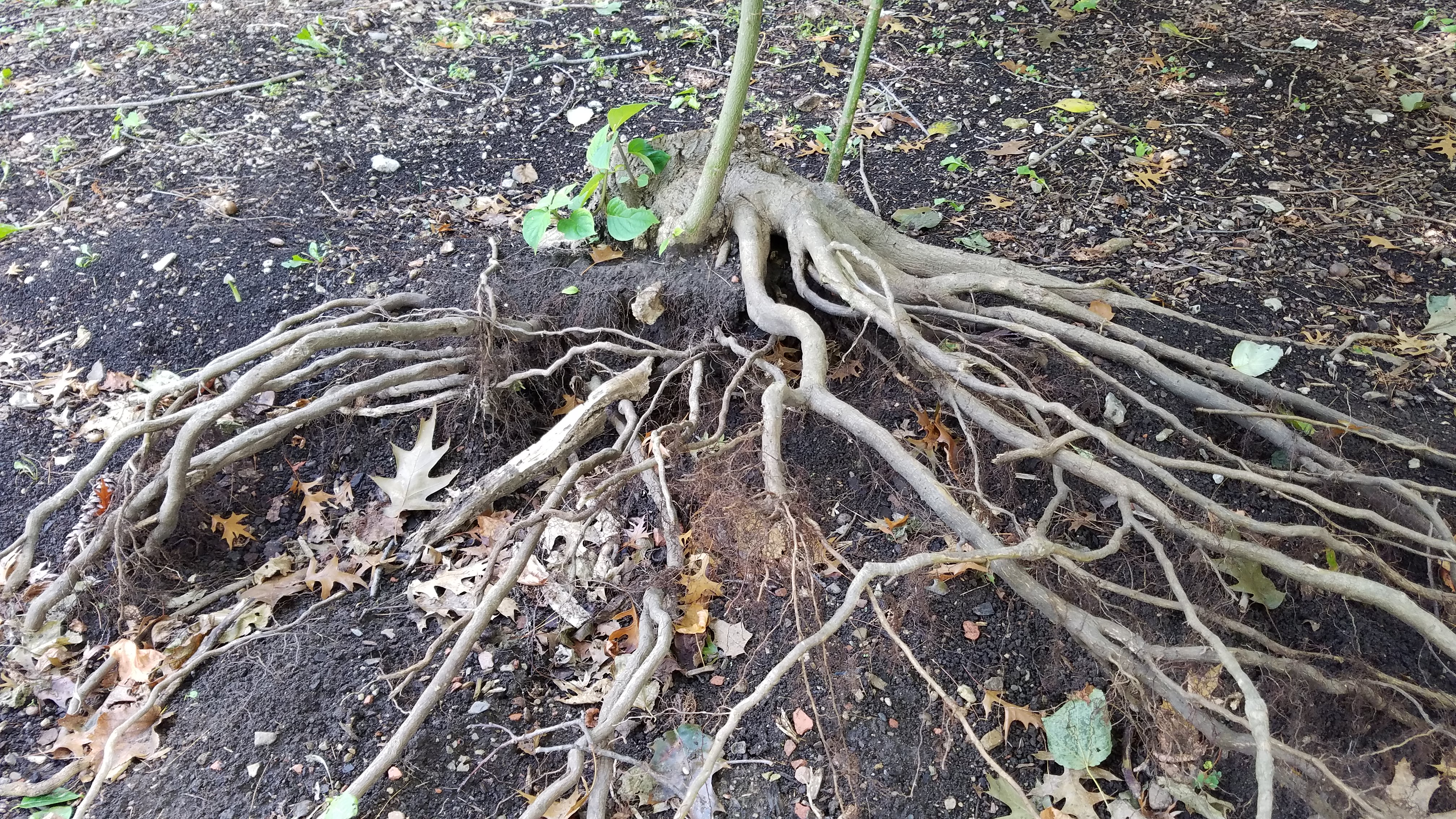
Пенёк, корни и разновозрастные корнеотпрыски спиленного кизила супротивнолистного

Корневые отпрыски —  придаточные почки, образующиеся в перицикле корня, развивающиеся в придаточные побеги. У основания придаточных побегов формируются собственные корни. Корневые отпрыски широко используются в садоводстве как один из способов вегетативного размножения. Xарактерны для таких растений, как берёза, осина, тополь, сирень, барбарис, вишня, слива, айлант высочайший, ива и т. д.